# 1745 en littérature
| Années de la littérature : 1742 - 1743 - 1744 - 1745 - 1746 - 1747 - 1748    |
| Décennies de la littérature : 1710 - 1720 - 1730 - 1740 - 1750 - 1760 - 1770 |

Cet article présente les faits marquants de l'année 1745 en littérature.

## Événements
- 23 février : Voltaire fait jouer à Versailles La Princesse de Navarre  à l'occasion du mariage du dauphin Louis avec l'infante Marie-Thérèse d'Espagne. Il est nommé historiographe du roi grâce à Madame de Pompadour[1].
- 25 février : enregistrement du privilège de l'Encyclopédie ou Dictionnaire raisonné des sciences, des arts et des métiers. La demande est présentée par l’éditeur André Le Breton. Elle est accordée pour une durée de 20 ans et concerne un projet de traduction de la Cyclopædia d’Ephraïm Chambers, une encyclopédie anglaise[2].
- 27 août : arrêtée avec 20 autres personnes pour la publication de son roman à clef Tanastés, impliquant la vie privée du roi Louis XV, Marie-Magdeleine de Bonafons est incarcérée à la Bastille[3].
- 21 septembre : discours d'adieu en latin de Friedrich Gottlieb Klopstock sur la poésie épique prononcé en quittant Schulpforta[4].

## Parutions
- Février : le Dialogue de Sylla et d’Eucrate de Montesquieu, est publié dans le Mercure de France.

- Premier dictionnaire hollandais-japonais[5].
- Shaftesbury (trad. Diderot), Essai sur le mérite et la vertu, Amsterdam, chez Zacharie Chatelain, 1745.
- Richard Dawes, Miscellanea critica : in sectiones quinque dispertita, Cambridge, J. Bentham, 1745 (présentation en ligne).
- Jean-Bernard Le Blanc, Lettres d'un François, vol. 1, La Haye (Paris), Jean Neaulme, 1745 (présentation en ligne), en deux volumes.
- Louis-Charles Fougeret de Monbron, La Henriade travestie en vers burlesques, Berlin (Paris), Ignace Cagot, 1745 (présentation en ligne).
- Marie-Magdeleine de Bonafons, Tanastés : conte allégorique, La Haye, Van der Slooten, 1745 (présentation en ligne).
- Anne Claude de Caylus, Cinq contes de fées : dont trois n'ont pas encore paru et deux sont à la 3e édition, 1735 (présentation en ligne)

## Naissances
- 20 février : Henry James Pye, poète anglais († 1813)

## Décès
- 19 octobre : Jonathan Swift, un écrivain, satiriste, essayiste, pamphlétaire politique anglo-irlandais